# Кораби
Кораби (Ко́раб, макед. Кораб, алб. Mali i Korabit) — горный хребет на Балканском полуострове, на границе Албании и Северной Македонии, между долинами рек Радика и Чёрный Дрин. В северной части характеризуется типичным альпийским ландшафтом с крутыми скалистыми пиками, в то время как ландшафт его южной части более пологий. Высочайшая вершина — гора Голем-Кораб (макед. Голем Кораб — «Большой Кораб», алб. Maja e Korabit) высотой 2764 (2753, 2751) м над уровнем моря, наибольшая в Албании, наибольшая в Северной Македонии и одна из наибольших на Балканском полуострове. Геологически Кораб относится к Динарскому нагорью. Сложен метаморфизированными известняками, склоны покрыты дубовыми, буковыми и сосновыми лесами. Выше отметки 2000 м расположены горные пастбища.
Хребет имеет более 10 пиков с абсолютной высотой более 2000 м, расположенных в обеих странах. Кораб изображён на гербе Северной Македонии. На склонах гор имеются ледниковые озёра.
В районе Кораб находится одноимённый водопад — самый высокий на Балканах.
Хребет входит в македонский национальный парк Маврово и албанский национальный парк Кораби — Коритник.
Граничит на юге с горами Дешати.

## Галерея

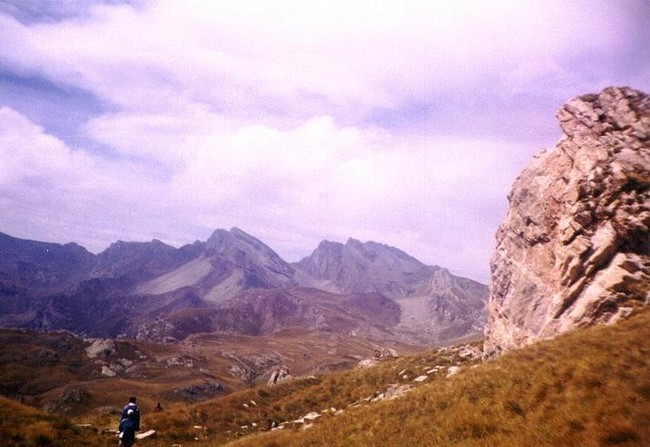
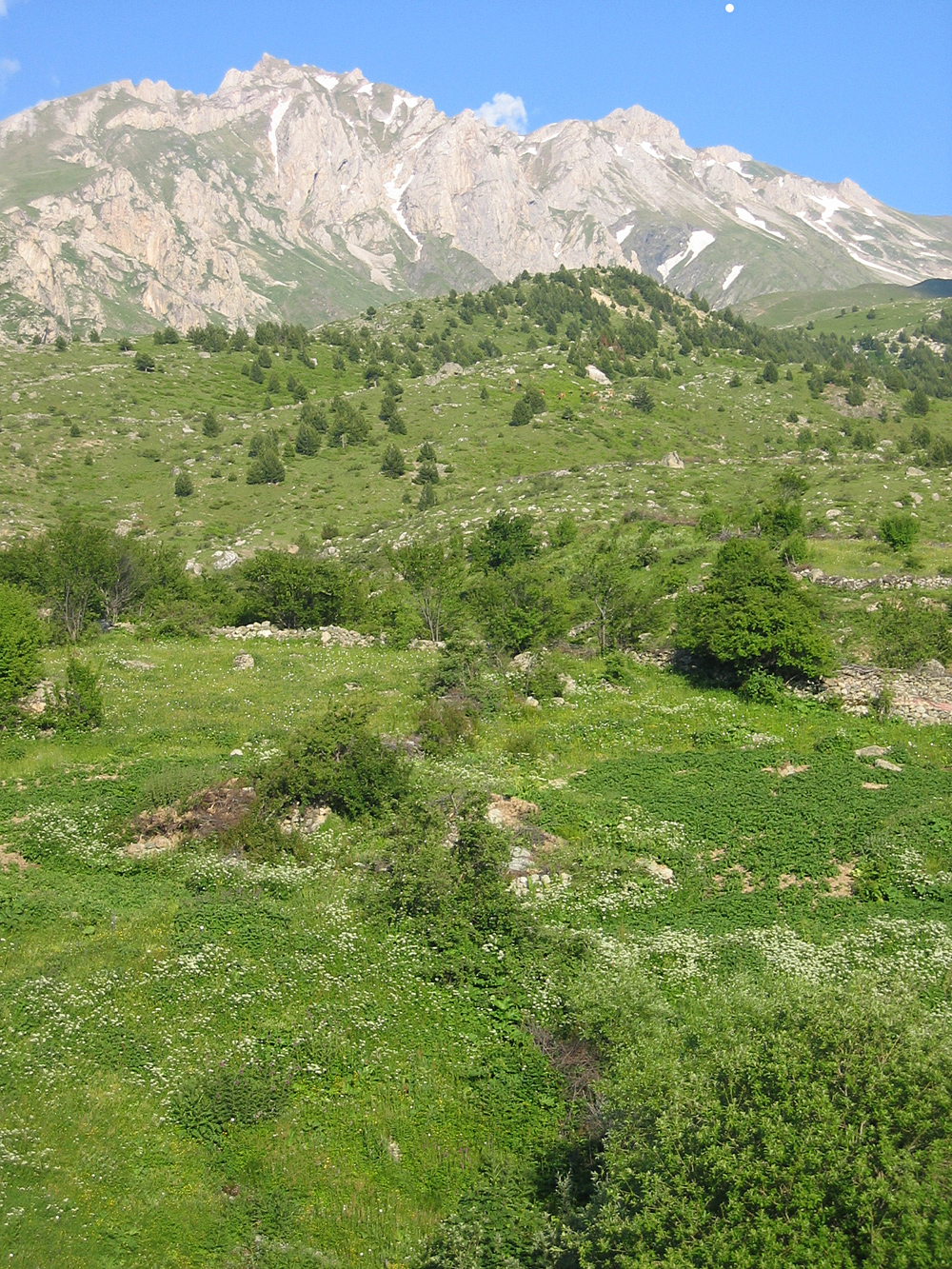
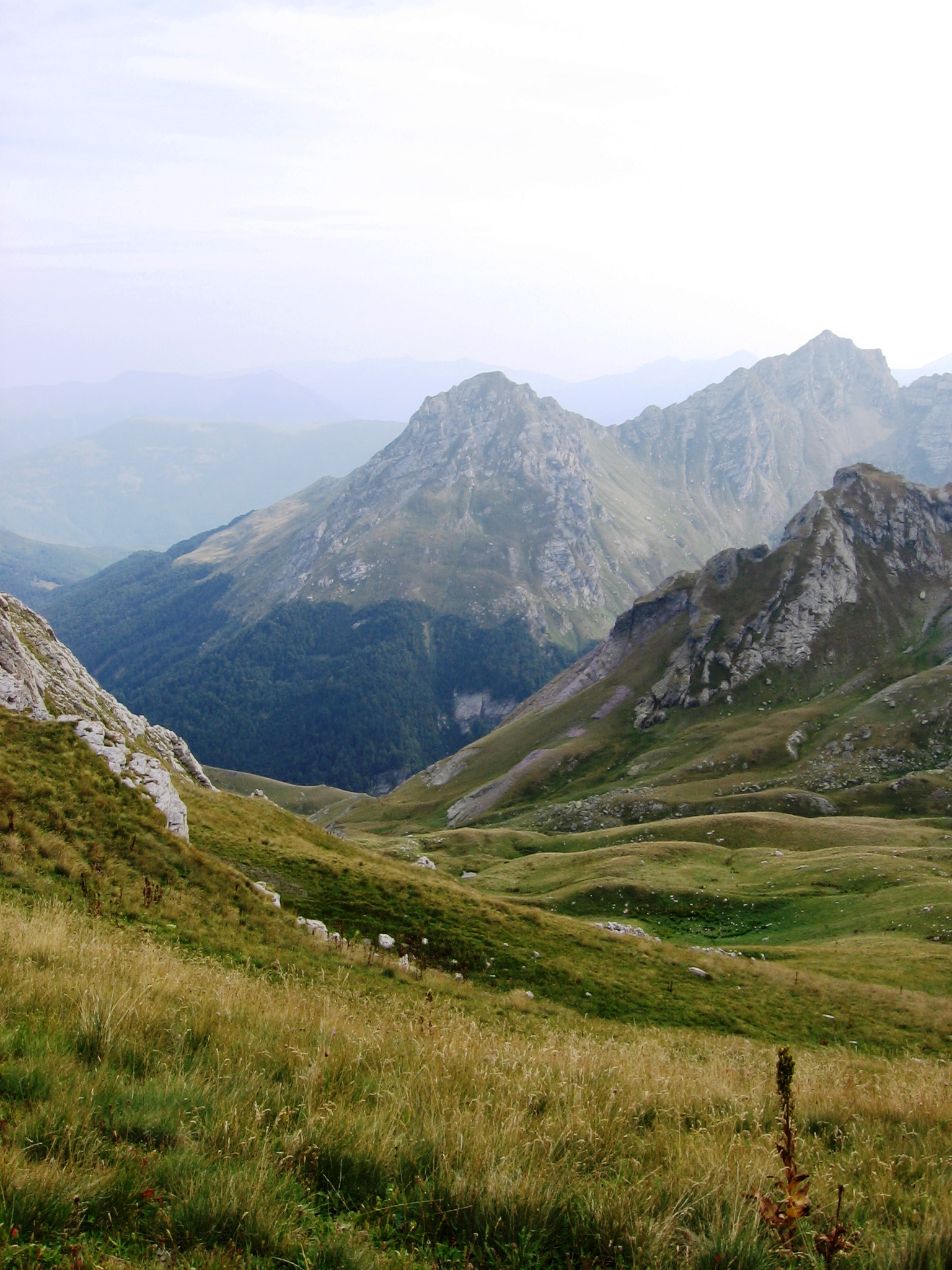
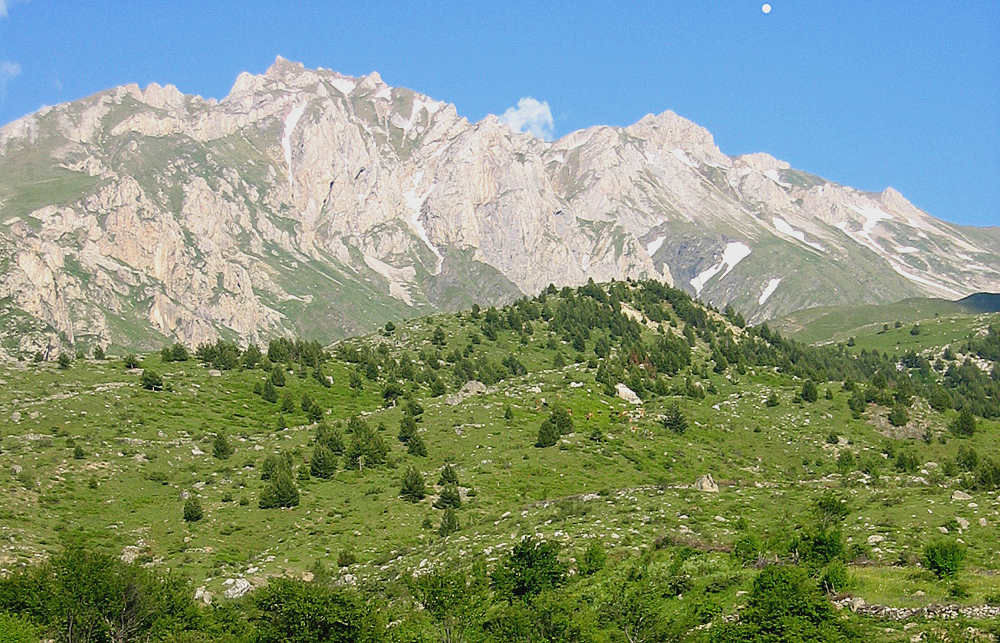